# فادية حمدي
فادية حمدي (ولدت في 1965) هي شرطية تعمل في ولاية سيدي بوزيد بتونس، عرفت بسبب صفعتها الشهيرة لمحمد بوعزيزي التي أطلقت شرارة الثورة الشعبية في تونس بعد أن أقدم محمد البوعزيزي على إحراق نفسه. وبعد شهرين من نجاح الثورة وخلع الرئيس زين العابدين بن علي، برأت محكمة سيدي بوزيد الشرطية فادية حمدي من تهمة صفع البوعزيزي والاعتداء عليه، ونالت فادية حمدي شعبية في الأوساط التونسية لأن صفعتها - التي برأت منها - فجرت شرارة الثورة التونسية.

## معلومات شخصية
فادية الحمدي من مواليد عام 1965، وهي الرابعة في عائلة من 7 أشقاء وتعمل شرطية منذ عام 2000، وما تزال عزباء.

## أقوال أسرة البوعزيزي
وعن تلك الشرطية يقول سالم شقيق طارق محمد بوعزيزي لصحيفة "المصري اليوم": شقيقي طارق محمد كان يعاني منذ 7 سنوات من قهر أعوان البلدية، بقيادة فايدة حمدي، وموظف آخر يُدعى صابر. كانا يصادران بضاعته من الخضروات مرتين في الأسبوع".
في يوم الحادث وكالعادة -والكلام ما زال لسالم- حضرت فايدة حمدي مع مساعدها صابر وصادرت بموجب محضر بلدي بضاعة شقيقي، فاتصل محمد بخالي الصيدلاني ليستنجد به. وفعلاً تدخل خالي واسترجع له المحجوزات، لكن بعد 10 دقائق عادوا مجدداً وصادروا الخضار.
وتابع سالم: «حين حاول محمد الحديث مع فايدة صفعته على خده، وسدد له صابر عدة ركلات، ولم يكتفيا بذلك بل ضرباه على أنفه حتى انفجر بالدم عندما حاول اللحاق بهما في مقر البلدية، فصعد إلى مكتب الكاتب العام للبلدية ليتقدم بشكوى، لكنه رد عليه قائلاً: يا مسخ متكلمنيش، (بالتونسية تعني يا قذر لا تحدثني)».
وأردف سالم: رفض المحافظ استقباله أو سماعه، فخرج للشارع بعد أن احترق من الداخل يصرخ من شدة الغيظ، ثم أحضر البترول الأزرق وأضرم في نفسه النار وفي الوقت الذي كان يحترق فيه كان حارس المحافظة يضحك، حتى أنبوب الإطفاء في مقر المحافظة كان فارغاً عندما أخرجوه في محاولة لإنقاذه، مشدداً على أن الصفعة التي تلقاها شقيقه هي التي أججت عنده فكرة الانتحار قائلاً: «معروف في قبيلة الهمامة أن الذي تضربه امرأة نلبسه فستاناً».
ويصر سالم وعائلته على ملاحقة الشرطية فايدة ومحاكمتها أمام الرأي العام الدولي، موضحاً: «لن أتركها تفلت مني، وحارس المحافظة الذي كان يتفرج على أخي يُشوى وهو يضحك، ورئيس البلدية، والكاتب العام للبلدية، والمحافظ، هؤلاء جميعاً صادروا أحلام أخي في الحياة. أدعو المحامين الشرفاء في تونس وكل البلاد العربية والعالم إلى تشكيل لجنة ومساعدتي».

## تصريح والدة البوعزيزي
وكانت الحاجة منوبية والدة محمد بوعزيز طالبت في وقت سابق خلال لقاء مع صحيفة «الخبر» الجزائرية مقابلة الشرطية فايدة حمدي، قائلة: «أريد أن أرى الشرطية التي ضربت محمد، لأسألها عن الظلم الذي اقترفته، ثم محاكمتها علناً أمام الشعب».

## موقف محمد الغنوشي
رئيس الحكومة المكلف سابقاً محمد الغنوشي قد وعد في وقت سابق بمحاكمة جميع من وقف وراء القمع الدامي ضد الذين شاركوا في الاحتجاجات التونسية التي شهدتها البلاد قبل هروب الرئيس المخلوع زين العابدين بن علي من البلاد.

## موقف عائلة فايدة حمدي
وطالب أقارب موظفة الشرطة البلدية المتهمة بصفع محمد البوعزيزي مفجر الثورة التونسية في كانون الأول/ديسمبر الماضي، والموقوفة منذ نهاية العام الماضي بإنصافها واحترام الإجراءات القضائية بحقها، بحسب ما أفادت صحيفة يومية تونسية الجمعة.
وقالت صحيفة الشروق إن «عائلة فايدة حمدي المتهمة في قضية محمد البوعزيزي بالاعتداء عليه، دخولها في اعتصام مفتوح للمطالبة بالإفراج عنها فورا».
ونقلت الصحيفة عن فوزي حمدي شقيق فايدة أن عددا من أفراد العائلة والمتعاطفين معها بدأوا اعتصاما في مدينة منزل بوزيان (وسط غربي) القريبة من سيدي بوزيد «للمطالبة بالإفراج عنها واحترام الإجراءات القضائية بشأنها» خصوصا وأنها موقوفة منذ 31 كانون الأول/ديسمبر بدون محاكمة.
وأشار إلى أن شقيقته دخلت في إضراب احتجاجي عن الطعام.
وقال إن العائلة «تطالب بتمكين ابنتهم من محاكمة عادلة والاستماع إلى أقوالها وأقوال الشهود» لتبين ما حصل يوم 17 كانون الأول/ديسمبر حين أحرق البوعزيزي نفسه.
وكانت منوبية البوعزيزي والدة محمد البوعزيزي قالت في 20 كانون الثاني/يناير لوكالة فرانس برس إن «المضايقات التي كان يتعرض لها (ابنها) يوميا هو وباقي الباعة لم تؤثر فيه كثيرا».
وأضافت إن «ما أثر فيه يومها هو ضربه من قبل أربعة شرطيين وخصوصا فايدة حمدي التي صفعته أمام الملأ وشتمت المرحوم أباه».
وفي اليوم ذاته أكد شقيقه سالم أن ما دفع شقيقه للانتحار هو شعوره بالإهانة. وقال «نحن هنا عرب سيدي بوزيد، الرجل الذي تضربه امرأة لا يعد رجلا».
وأضاف أنه بعد الإطاحة بحكم بن علي «شعرت بأن شباب تونس نال حقه أما حق أخي محمد فلم نأخذه بعد (..) وهو أن تحاسب هذه المرأة التي ضربته أمام الجميع هي ومسؤول البلدية وحارس الولاية باعتبارهم السبب، وهم من أحرقوه».
وكان محمد البوعزيزي البائع المتجول أقدم على إحراق نفسه في 17 كانون الأول/ديسمبر الماضي احتجاجا على إهانته ومنعه من إيصال شكواه إلى المسؤولين في المنطقة إثر مصادرة بضاعته التي كان يبيعها على عربته بداعي عدم امتلاكه التراخيص اللازمة.
وفجّر انتحاره ثورة شعبية في تونس سرعان ما تطورت إلى ثورات شعبية كبرى في مختلف أرجاء العالم العربي أطاحت بحكام وأسقطت أنظمة من بينها نظام الرئيس التونسي زين العابدين بن علي في 14 كانون الثاني/يناير 2011 ونظام الرئيس المصري محمد حسني مبارك في 11 فبراير/شباط 2011 ونظام الرئيس الليبي معمر القذافي في 20 أكتوبر/تشرين الأول 2011 ونظام الرئيس اليمني علي عبد الله صالح في 21 فبراير/شباط 2012 ونظام الرئيس السوري بشار الأسد في 8 ديسمبر/كانون الأول 2024.